# Rick Wohlhuter
Rick Wohlhuter, född den 23 december 1948 i Geneva, Illinois, är en amerikansk före detta friidrottare inom medeldistanslöpning.
Han tog OS-brons på 800 meter vid friidrottstävlingarna 1976 i Montréal. 